# (32948) 1995 YA6
1995 YA6 (asteroide 32948) é um asteroide da cintura principal. Possui uma excentricidade de 0.08516060 e uma inclinação de 3.07510º.
Este asteroide foi descoberto no dia 16 de dezembro de 1995 por Spacewatch em Kitt Peak.